# Sheila Jordan
Sheila Jordan, rodným jménem Sheila Jeanette Dawson, (18. listopadu 1928, Detroit – 11. srpna 2025, New York) byla americká jazzová zpěvačka. Svou kariéru zahájila hraním v různých detroitských klubech, kde se doprovázela na klavír. V roce 1951 se přestěhovala do New Yorku, kde se začala učit harmonii a hudební teorii. V letech 1952 až 1962 byl jejím manželem jazzový klavírista Duke Jordan. Své první album nazvané Portrait of Sheila vydala v roce 1962 a v následujících letech jej následovala řada dalších. Během své kariéry spolupracovala s mnoha hudebníky, mezi které patří například Steve Swallow, Carla Bley, Denzil Best, George Gruntz a Barry Galbraith. V roce 2012 získala ocenění NEA Jazz Masters. Své poslední album Portrait Now vydala v únoru 2025. Zemřela v  New Yorku ve věku 96 let.